# 포항극동방송
포항극동방송(浦項極東放送, Pohang Far East Broadcasting Company, 약칭 FEBC)은 개신교계 방송 중 하나로서, 대한민국 경상북도 동해안 지역의 민영 방송이다.

## 연혁

### 2001
- 2001. 02. 15 : 사업자등록 승인
- 2001. 02. 21 : 지로승인 (번호 : 8008538)
- 2001. 03. 10 : 도음산 송신소 임대계약
- 2001. 03. 21 : 고정국 허가
- 2001. 04. 06 : 연주소 위치변경 허가 우편요금 후납이용 승인
- 2001. 05.12 : 포항시 기독교연합회 임원회 설립추진설명회
- 2001. 07. 13 : 시험방송 송출 시작
- 2001. 07. 15 : 주광조장로 간증집회
- 2001. 09. 13 : 시험방송감사 대잔치
- 2001. 09. 25 : 무선국 준공검사
- 2001. 10. 27 : 전속 어린이 합창단 창단
- 2001. 11. 01 : 디지털 자동 송출시스템 설치완료
- 2001. 11. 10 : 운영위원회 창립총회
- 2001. 11. 12 : 극동방송 포항개설본부를 극동방송 포항지사로 명칭 변경 (초대 지사장 황용진국장 임명)
- 2001. 12. 20 : 인천시립합창단 초청 성탄 축하의 밤
- 2001. 12. 28 : 운영위원 송년의 밤

## 방송 주파수
| 방송국       | 호출부호 | 송신소        | 주파수    | 출력 | 송신소 위치                                     | 개국일           |
| ------------ | -------- | ------------- | --------- | ---- | ----------------------------------------------- | ---------------- |
| 포항극동방송 | HLDZ-FM  | 도음산 송신소 | FM 90.3㎒ | 3㎾  | 경북 포항시 북구 흥해읍 대련리 1104-1 (포항MBC) | 2001년 11월 12일 |
| 포항극동방송 | HLDZ-FM  | 삼각산 중계소 | FM 96.7㎒ | 500W | 경북 울릉군 울릉읍 사동리 산29-1                | 2023년 11월 10일 |

## 같이 보기
- KBS포항방송국
- 포항MBC
- TBC
- 포항CBS
- TBN 경북교통방송
- 경주∙포항국악방송
- BBS 대구불교방송
- WBS 대구원음방송